# Багнюк Олексій Сергійович
Багню́к Олексі́й Сергі́йович (нар. 18 травня 1979, Первомайськ, Миколаївська область) — український футболіст, захисник.

## Біографія
Народився 18 травня 1979 року в місті Первомайську Миколаївської області. Заняття футболом розпочав у Первомайській ДЮСШ, згодом закінчив Харківське державне вище училище фізичної культури № 1 (ХДВУФК-1).
Наприкінці 1990-х років опинився в білоруській команді «Трансмаш» (Могильов), період армійської служби провів у київському ЦСКА, після чого знову повернувся до Білорусі в об'єднаний із Дніпром у «Дніпро-Трансмаш» могильовський клуб, де й виступав до 2003 року.
По закінченні терміну контракту з «Дніпром» у 2003 році, пристав на пропозицію тренера-селекціонера одеського «Чорноморця» Владислава Немешкала й переїхав до Одеси. Провівши у «Чорноморці» один сезон і зігравши лише 2 матчі за основний склад, у 2004 році перейшов до київського «Арсеналу», де також не заграв — провів 10 матчів за дубль. Продовжив кар'єру в клубі першої ліги МФК «Миколаїв», де провів два сезони.
У 2007 році втретє опинився в Могильові, та удруге — у «Дніпрі». У складі цього клубу зіграв 2 сезони, довівши загальну кількість матчів у білоруській вищій лізі до 110.
З 2009 року виступає за аматорські колективи України.